# Mat Hennek
Mat Hennek est un photographe de nationalité allemande, né en 1969 à Fribourg-en-Brisgau dans le land de Bade-Wurtemberg en Allemagne.

## Biographie
Mat Hennek a travaillé dans de nombreux domaines avant de commencer sa formation artistique à l'Académie européenne des Beaux-Arts de Trèves et au Lette-Verein de Berlin.
En 1998, Mat Hennek a fondé l'agence Kasskara à Berlin, qui pousse l'esthétique picturale de la musique classique à un chemin radicalement nouveau et qu'il a grandement contribué à façonner depuis.
Entre autres, Mat Hennek travaille pour les grandes maisons de disques telles que EMI, Sony, Universal Music Group, Deutsche Grammophon et Virgin Records.
Dans un autre répertoire, des artistes tels que David Byrne, Lizz Wright, Rammstein, Seeed, Sting, Tracy Chapman, Daniel Libeskind et Alex Katz ont également posé devant sa caméra.
Parallèlement, Mat Hennek a pris des photos publicitaires pour de grandes marques telles que Montblanc, Lufthansa, Rolex et Volkswagen, avant de déplacer l'objet de son travail à la photographie d'art en 2006.
Les œuvres de Mat Hennek ont paru dans des publications du monde entier. Ses photographies d'art ont été présentées dans des expositions solo en Europe, Asie et Amérique du Nord.
Mat Hennek est le compagnon de la pianiste Hélène Grimaud.

## Œuvres
Les principales séries de photographies d’art de Mat Hennek sont :
- Die Seele der Music  |  The Soul of Music"
- Woodlands
- Alpenpässe
- Trees of Tel Aviv
- Filmstills
- Palmen im Sturm
- Wolves
- Cityscapes
- Mesa Verde"

## Galeries
Les galeries représentant Mat Hennek sont :
- Allemagne : Bernheimer Fine Art Photography[1]
- Allemagne :Flo Peters Gallery[2]
- Suisse : Bernheimer Fine Art Lucerne[3]
- Pays-Bas : Fontana Gallery[4]
- Autriche : Leica Galerie[5]

## Expositions
Expositions solo
- Allemagne : Musée de la ville Bad Hersfeld - exposition solo "Woodlands" - 21 août au 11 octobre 2015
- Suisse : Bernheimer Fine Art Gallery à Lucerne "Die Seele der Musik  |  The Soul of Music" - 15 août au 20 septembre 2014
- Taiwan : 1839 Contemporary Gallery à Taipei "Woodlands and beyond..." - 30 march au 13 mai 2012
- Japon : Leica Gallery à Tokyo - exposition solo The Soul of  Music  – 15 septembre au 11 décembre 2011
- Suisse : Hammer Gallery à Zurich - exposition solo THE2CIRCLES – 3 septembre au 25 octobre 2011
- France : Galerie 64 Bis à Paris – exposition solo THE2CIRCLES – 4 mars au 7 mai 2011
- Allemagne : Bernheimer Fine Art Photography Gallery à Munich – exposition solo THE2CIRCLES – 19 mai au 24 juin 2011
- Autriche : Leica Gallery à Salzbourg – exposition solo THE2CIRCLES  – 25 juin au 27 juillet 2011
- Du 2 juillet au 1er septembre 2010 : Woodlands and beyond... / Galerie Flo Peters, Hambourg - Allemagne
- 11 août 2010 : Woodlands and beyond... / Collection privée Roosen-Trinks, Berlin - Allemagne
- Du 1er septembre au 31 décembre 2009 : Woodlands / Grand Hyatt Berlin Hotel - Allemagne
- Du 12 au 22 août 2009 : Die Seele der Musik / Ocean Sun Festivals - MS Europa/Hapag-Lloyd Musical Cruises
- Du 25 juillet au 31 août 2009 : Die Seele der Musik / Villa Wahnfried - Musée Wagner, Bayreuth – Allemagne
- Du 28 juin au 5 juillet 2009 : Woodlands / Dramaturgie de photographies et de musique (en collaboration avec la pianiste Hélène Grimaud) Festival de musique de Mecklenburg-Vorpommern – Allemagne

Expositions de groupe
- Du 25 juin au 7 août 2015 _ "Summertime" / Bernheimer Fine Art Photography, Munich - Allemagne
- Du 12 au 29 janvier 2011 : Janvier sous la neige / Galerie Baudoin Lebon, Paris – France
- Du 17 au 21 janvier 2011 : Montblanc International / Salon international de la haute horlogerie (SIHH), Genève - Suisse
- Du 18 au 21 novembre 2010 : Paris Photo 2010 / Carrousel du Louvre - Bernheimer Fine Art Photography - France
- Du 30 septembre au 2 octobre 2010 : Schauplätze / Villa Erlengut, Erlenbach am Zürichsee - Suisse
- Du 11 septembre au 9 octobre 2010 : Inner Landscapes, Contemporary Israeli Photography / Bernheimer Fine Art Photography, Munich - Allemagne
- Du 10 au 28 novembre 2009 : Let’s party for a piece of art / Pinacothèque d’art moderne, Munich - Allemagne
- Du 19 juin au 31 juillet 2009 : Landscapes / Bernheimer Fine Art Photography, Munich – Allemagne